# Problema da galáxia anã

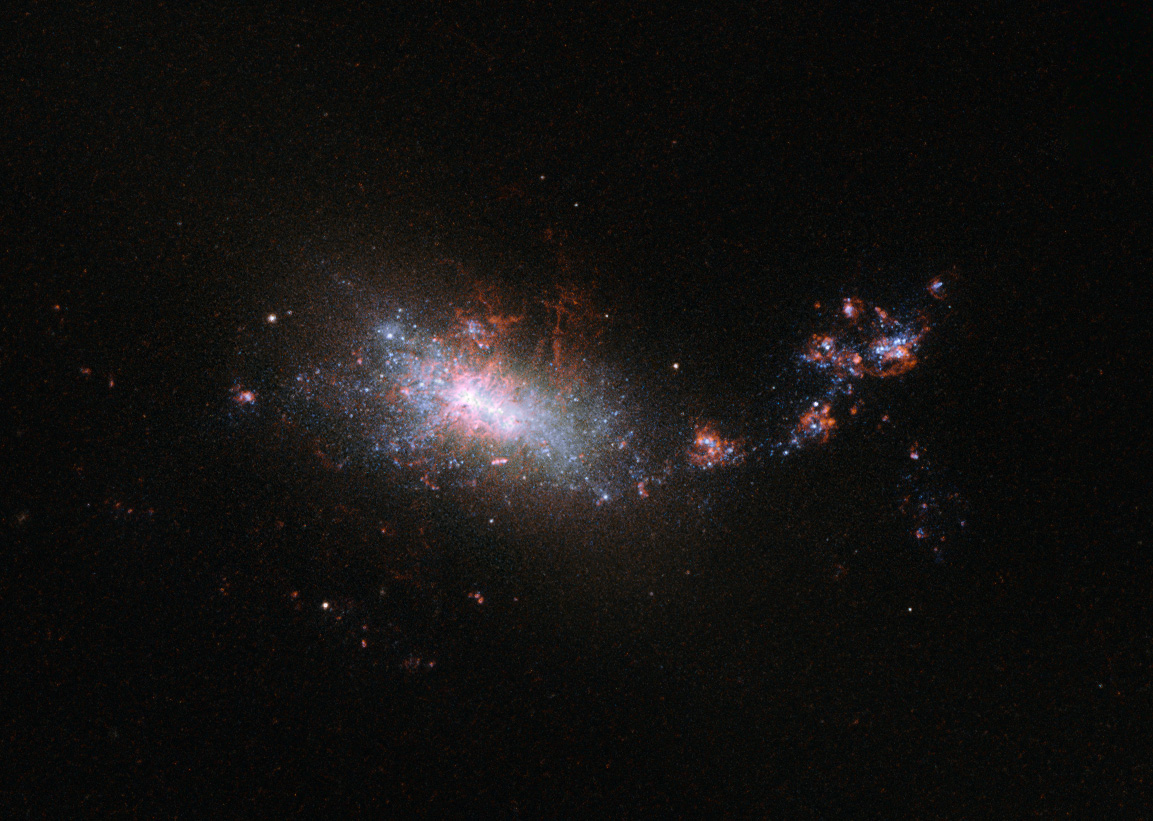
Galáxia anã NGC 1140.

Problema da galáxia anã, também conhecido como o problema dos satélites ausentes, surge de simulações numéricas cosmológicas que predizem a evolução da distribuição da matéria no universo. A matéria escura parece se agrupar hierarquicamente e em número cada vez maior conta para halos cada vez menores. No entanto, embora pareça haver galáxias de tamanho normal em número suficiente para explicar essa distribuição, o número de galáxias anãs é menor do que o esperado em simulação. Para comparação, observaram-se cerca de 38 galáxias anãs no Grupo Local e apenas cerca de 11 orbitam a Via Láctea, (para uma lista detalhada e mais atualizada veja a lista de galáxias satélites da Via Láctea). A simulação da matéria prevê cerca de 500 satélites anões da Via Láctea.